# An Ninh, huyện Quảng Ninh
An Ninh là một xã thuộc huyện Quảng Ninh, tỉnh Quảng Bình, Việt Nam.

## Địa lý
Xã An Ninh có vị trí địa lý:
- Phía nam giáp xã Vạn Ninh
- Phía đông giáp sông Kiến Giang
- Phía đông bắc giáp xã Tân Ninh
- Phía bắc giáp xã Xuân Ninh
- Phía tây giáp xã Trường Xuân.

Xã An Ninh có diện tích 19,68 km², dân số năm 2019 là 7.600 người, mật độ dân số đạt 386 người/km².
Trên địa bàn xã có đường Hồ Chí Minh (tuyến đông), đường sắt và Quốc lộ 15A.

## Hành chính
Xã An Ninh được chia thành 7 thôn: Thu Thừ, Kim Nại (金鼐), Phúc Nhĩ, Cao Xuân, Đại Hữu, Thống Nhất, Hoành Vinh.

## Kinh tế
Kinh tế chủ yếu là sản xuất nông nghiệp, trồng rừng và chăn nuôi.